# Антонія Пирванова
Антонія Стефанова Пирванова (болг. Антония Стефанова Първанова; нар. 26 квітня 1962, Добрич, Болгарія) — болгарський політик і депутат Європейського парламенту з 1 січня 2007 (зі вступом Болгарії до Європейського союзу). Вона є членом Національного руху за стабільність і підйом.